# Piezophyllus
Piezophyllus is een geslacht van kevers uit de familie  
kniptorren (Elateridae).
Het geslacht is voor het eerst wetenschappelijk beschreven in 1842 door Hope.

## Soorten
Het geslacht omvat de volgende soorten:
- Piezophyllus benitensis Fleutiaux, 1902
- Piezophyllus borneensis Fleutiaux
- Piezophyllus lavaudeni Fleutiaux, 1932
- Piezophyllus macrocerus (Laporte, 1838)
- Piezophyllus robustus (Hope, 1842)
- Piezophyllus spencei Hope, 1842